# James Munro Dodd
James Munro Dodd (1915–1986) est un biologiste marin britannique. Il est professeur émérite de zoologie au University College of North Wales à Bangor. Il est généralement connu sous le nom de Jimmie Dodd. Il se spécialise en endocrinologie comparée dans le domaine de la zoologie .
En 1982, il remporte la médaille Frink, décernée par la Société zoologique de Londres .

## Biographie
Il est né à Manchester le 26 mai 1915. Il fait ses études à la Whitehouse School de Brampton. Il étudie à l'Université de Liverpool où il obtient un BSc en 1937 et un diplôme en éducation en 1938. Il commence à travailler comme maître de biologie à la Cardigan Grammar School.
Pendant la Seconde Guerre mondiale, il sert comme navigateur dans le commandement des transports de la RAF. Après la guerre, il rejoint le Gatty Marine Laboratory lié à l'Université de St Andrews en Écosse, où il devient directeur, puis en 1960, il reçoit la chaire de zoologie de l'Université de Leeds, basée au laboratoire de Robin Hood's Bay. Enfin, en 1968, il rejoint de nouveau l'Université de Bangor en tant que professeur de zoologie.
L'Université de St Andrews lui décerne un doctorat honorifique (PhD) en 1953. En 1957, il est élu membre de la Royal Society of Edinburgh avec comme proposants David Raitt Robertson Burt, James Ritchie, Charles Maurice Yonge et Harold Callan.
En 1975, il est élu membre de la Royal Society of London.
Il épouse Margaret Helen Ingram Macaulay en 1951. Il est décédé d'un cancer des os à l'hôpital de Bangor, au Pays de Galles, le 15 décembre 1986.